# Julian Fontana
Julian (Jules) Fontana (n. 31 iulie 1810, Varșovia, Ducatul Varșoviei – d. 23 decembrie 1869, Paris, Île-de-France, Franța) a fost un pianist, compozitor, avocat, autor, traducător și antreprenor polonez. El este cel mai bine amintit ca prieten apropiat și executor muzical al compozitorului Frédéric Chopin.

## Viața
Născut în Varșovia într-o familie de origine italiană, Fontana a studiat avocatura la Universitatea din Varșovia și muzica cu Józef Elsner la conservator, unde s-a întâlnit cu Chopin. Fontana a părăsit Varșovia în 1831, după Revolta din Noiembrie, și s-a stabilit în Hamburg, înainte să devină pianist și profesor în Paris.
În 1835, la Londra, a participat la un concert de muzică împreună cu alți 6 artiști, printre care Ignaz Moscheles, Johann Baptist Cramer și Charles-Valentin Alkan.
În 1840 Chopin și-a dedicat cele două Polonaise, Op. 40 lui Fontana. Acestea au inclus „Polonaise militare” în La major.
El a dus o viață rătăcitoare care includ regiunile:
▪ Anglia și Franța (1833-1837);
▪ Havana, Cuba (1844-1845): pe data de 8 iulie 1844 a interpretat pentru prima dată piesele lui Chopin în Cuba. Acolo l-a avut elev pe Nicolás Ruiz Espadero;
▪ New York (1845-1851): acolo a făcut concerte cu Camillo Sivori;
▪ Montengeron, Paris (1852) - a devenit o parte a scenei literare și a prietenilor cu Adam Mickiewicz.
În New York, la 9 septembrie 1850, Fontana s-a căsătorit cu Camilla Dalcour Tennant(1818-1855), văduva comerciantului Stephen Cattley Tennant (1800-1848) și mama lui Enriqueta Augustina Tennant(1843-1908) și a altor patru copii. Fiul lor Julian Camillo Adam Fontain s-a născut la data de 10 iulie 1853, la Paris. Camilla a murit la 30 martie 1855 de pneumonie, în timp ce era însărcinată cu al șaptelea copil. Fontana și-a luat copiii din prima căsătorie pentru a fi îngrijiți de primul ei soț în Anglia. El s-a întors la New York, unde a primit cetățenie americană pe data de 7 septembrie a aceluiași an.
De asemenea, 1855 a publicat o colecție de manuscrise nepublicate ale lui Chopin,sub numerele de opus 66-73. Apoi a călătorit în Cuba într-o ofertă nereușită de a câștiga moștenirea soției sale. A petrecut câțiva ani călătorind în Havana, New York, Paris și Polonia. În 1859 a publicat 19 piese poloneze de-ale lui Chopin, ca op.74 (o ediție ulterioară a crescut la 17 piese).
În 1860,Louis Morreau Gottschalk și-a dedicat două compoziții lui Fontana, 'La Gitanella' și 'Illusions perdues'.
Tot în 1860 a tradus Cervantes Don Quijote în poloneză. În 1869 a publicat o carte de astronomie populară.
El a cedat surzimii și sărăciei și s-a sinucis prin inhalarea de monoxid de carbon în Paris. A fost ingropat în Cimitirul Montmartre. El a aranjat, înainte de moartea sa, ca fiul său să aibă grijă de familia soției sale în Anglia.